# I guerrieri della notte (colonna sonora)
I guerrieri della notte (The Warriors) è la colonna sonora dell'omonimo film, diretto da Walter Hill.

## Tracce

### Lato A
1. Barry De Vorzon – Theme from The Warriors – 3:57 (testo: B. De Vorzon)
2. Arnold McCuller – Nowhere to Run – 3:15 (testo: Holland-Dozier-Holland)
3. Kenny Vance e Ismael Miranda – In Havana – 3:56 (testo: Artie Ripp e Steve Nathanson)
4. Mandrill – Echoes in My Mind – 6:09 (testo: Carlos Wilson, Claude Cave II, Dr. Richard Wilson, Louis Wilson e Wilfredo Wilson)
5. Barry De Vorzon – The Fight – 1:23 (testo: B. De Vorzon)

### Lato B
1. Joe Walsh – In the City – 3:54 (testo: B. De Vorzon e J. Walsh)
2. Genya Ravan – Love Is a Fire – 4:54 (testo: Johnny Vastano e Vinnie Poncia)
3. Barry De Vorzon – Baseball Furies Chase – 2:26 (testo: B. De Vorzon)
4. Johnny Vastano – You're Movin' Too Slow – 2:54 (testo: Eric Mercury e William Smith)
5. Desmond Child And Rouge – Last of an ancient Breed – 4:09 (testo: D. Child)

## Musicisti
- Barry De Vorzon - arrangiamenti (tracce 1, 4-6 e 8), produzione (tracce 1, 4-6 e 8), sintetizzatore (tracce 1 e 8)
- Steve Nathanson - coproduzione (traccia 3)
- Neftali Santiago – arrangiamenti (sezione ritmica) (traccia 3)
- Artie Ripp - coproduzione, cori (traccia 3)
- Doug Cameron – sezione archi (traccia 3)
- Genya Ravan - voce solista (traccia 7)
- Johnny Vastano - voce solista (traccia 9)
- Desmond Child - voce solista (traccia 10)
- Ben Benay - chitarra (tracce 1, 5 e 8)
- Tim May - chitarra (traccia 1)
- Cliff Morris - chitarra (tracce 2 e 4)
- Elliott Randall - chitarra (tracce 2, 4, 7 e 9)
- Carlos Wilson - arrangiamenti (sezione archi) (traccia 3), flauto (traccia 3), chitarra (tracce 3 e 4), arrangiamenti aggiuntivi (traccia 4), voce solista (traccia 4)
- Mitch Holder - chitarra (tracce 5 e 8)
- Joe Walsh - arrangiamenti (traccia 6), chitarra (traccia 6), produzione (traccia 6)
- Jeff Layton - chitarra (tracce 9 e 10)
- David Landau - chitarra (traccia 10)
- Robert Mack - basso (traccia 3), chitarra (traccia 3)
- Reinie Press – basso (traccia 1)
- Neil Jason - basso (tracce 2, 4, 7 e 9)
- Mike Porcaro - basso (tracce 5, 6 e 8)
- Bob Babbitt - basso (traccia 10)
- Paul Griffin - pianoforte elettrico (traccia 2), sintetizzatore (traccia 2), clavinet (traccia 4), cori (traccia 4), organo (tracce 7, 9 e 10)
- Rob Mounsey - pianoforte (tracce 2, 7, 9 e 10), pianoforte elettrico (traccia 4)
- Rocky Davis - tastiere (traccia 1)
- Ian Underwood - sintetizzatore (tracce 1, 4, 5 e 8)
- Clark Spangler - sintetizzatore (tracce 4, 5 e 8)
- Jordan Kaplan - clavinet (traccia 3)
- Claude Cave II - pianoforte (traccia 3), percussioni (traccia 4)
- Rocky Davis - tastiere (tracce 5 e 8)
- Bill Cuomo - tastiere (traccia 6)
- Greg Mathieson - tastiere (traccia 6)
- Tommy Malone - arrangiamenti (traccia 2), dei fiati (traccia 2), trombone (tracce 2 e 4)
- Ronnie Cuber - sassofono baritono (traccia 2)
- Randy Brecker - Sassofono tenore (traccia 2)
- Alan Rubin - tromba (tracce 2 e 4)
- Michael Brecker - tromba (traccia 2)
- David Stout - trombone (traccia 3)
- Douglas Wintz - trombone (traccia 3)
- Curtis Sletten - tromba (traccia 3)
- Harry Kim - tromba (traccia 3)
- Dave Tofani – sassofono contralto (traccia 4)
- Dr. Richard Wilson - percussioni (traccia 4), sassofono tenore (traccia 4)
- Kenny Mason - tromba (traccia 4)
- Hugh McCracken - armonica (traccia 9)
- Ed Greene - batteria (traccia 1)
- Christopher Parker - batteria (tracce 2, 4, 7, 9 e 10)
- Alan Schwartzberg - batteria elettronica (Syndrum) (traccia 2)
- Crusher Bennett - percussioni (tracce 2 e 4)
- Neftali Santiago - batteria (traccia 3), assistente produzione (traccia 3), percussioni (traccia 3)
- Louis Wilson - percussioni (traccia 4)
- Wilfredo Wilson - percussioni (traccia 4)
- Carlos Vega - batteria (tracce 5 e 8)
- Joe Vitale - batteria (traccia 6)
- Russ Kunkel - batteria (traccia 6)
- Victor Feldman - percussioni (traccia 6)
- Gary Coleman - percussioni
- Arnold McCuller - cori (traccia 2)
- Luther Vandross - cori (tracce 2 e 4)
- Phillip Ballou - cori (traccia 2)
- Ula Hedwig - cori (tracce 2 e 7)
- Chevy Chase - cori (traccia 3)
- Chris Santiago - cori (traccia 3)
- Gary Roberts - cori (traccia 3)
- Indira Danks - cori (traccia 3)
- Kenny Vance - cori (tracce 3, 4, 7 e 10)
- Steve Nathanson - cori (traccia 3)
- Tom Schiller - cori (traccia 3)
- Arnold McCuller - cori (traccia 4)
- Susan Collins - cori (traccia 4)
- Mandrill - cori (traccia 4)
- Billie Barnum - cori (traccia 6)
- Clydie King - cori (traccia 6)
- Venetta Fields - cori (traccia 6)
- Arnold McCuller - cori
- Diana Graselli - cori (tracce 7 e 10)
- Maria Vidal - cori (tracce 7 e 10)
- Myriam Valle - cori (tracce 7 e 10)